# Полуденная (приток Юга)
Полуденная — река в России, протекает по Пермскому району Пермского края. Устье реки находится в 12 км по левому берегу реки Юг. Длина реки составляет 13 км.
Исток реки находится в лесах на западных склонах горы Калиновая (352 м НУМ) в 12 км к юго-востоку от посёлка Юго-Камский. Река течёт на северо-запад по ненаселённому лесу, притоки: Берёзовая, Малая Берёзовая (правые). Впадает в Юг у деревни Полуденная на восточных окраинах посёлка Юго-Камский чуть выше начала поселковой запруды (пруд Верхний).

## Данные водного реестра
По данным государственного водного реестра России относится к Камскому бассейновому округу, водохозяйственный участок реки — Кама от Камского гидроузла до Воткинского гидроузла, речной подбассейн реки — бассейны притоков Камы до впадения Белой. Речной бассейн реки — Кама.
Код объекта в государственном водном реестре — 10010101012111100014363.